# Miss Black and Her Friends
Miss Black and Her Friends — дебютний мініальбом британського електропопа-гурта Ladytron. Виданий у 1999 році на лейблі Bambini ексклюзивно для Японії. Всі треки з альбому крім Miss Black згодом увійдуть до дебютного студійного альбому 604.

## Список пісень
1. «Miss Black» — 1:52
2. «Paco» — 2:59
3. «Playgirl» — 3:52
4. «CSKA Sofia» — 2:33
5. «Another Breakfast with You» — 3:03
6. «He Took Her to a Movie» — 3:06
7. «Commodore Rock» — 4:47
8. «Skools Out» — 4:47